# درب الأشراف (مأرب)
درب الاشراف هي إحدى قرى الجمهورية اليمنية. تتبع جغرافيا لمحافظة مأرب و إداريًا لمديرية مجزر. يبلغ تعداد سكانها 3563 نسمة حسب الإحصاء الذي أجري عام 2004.